# Green Bay

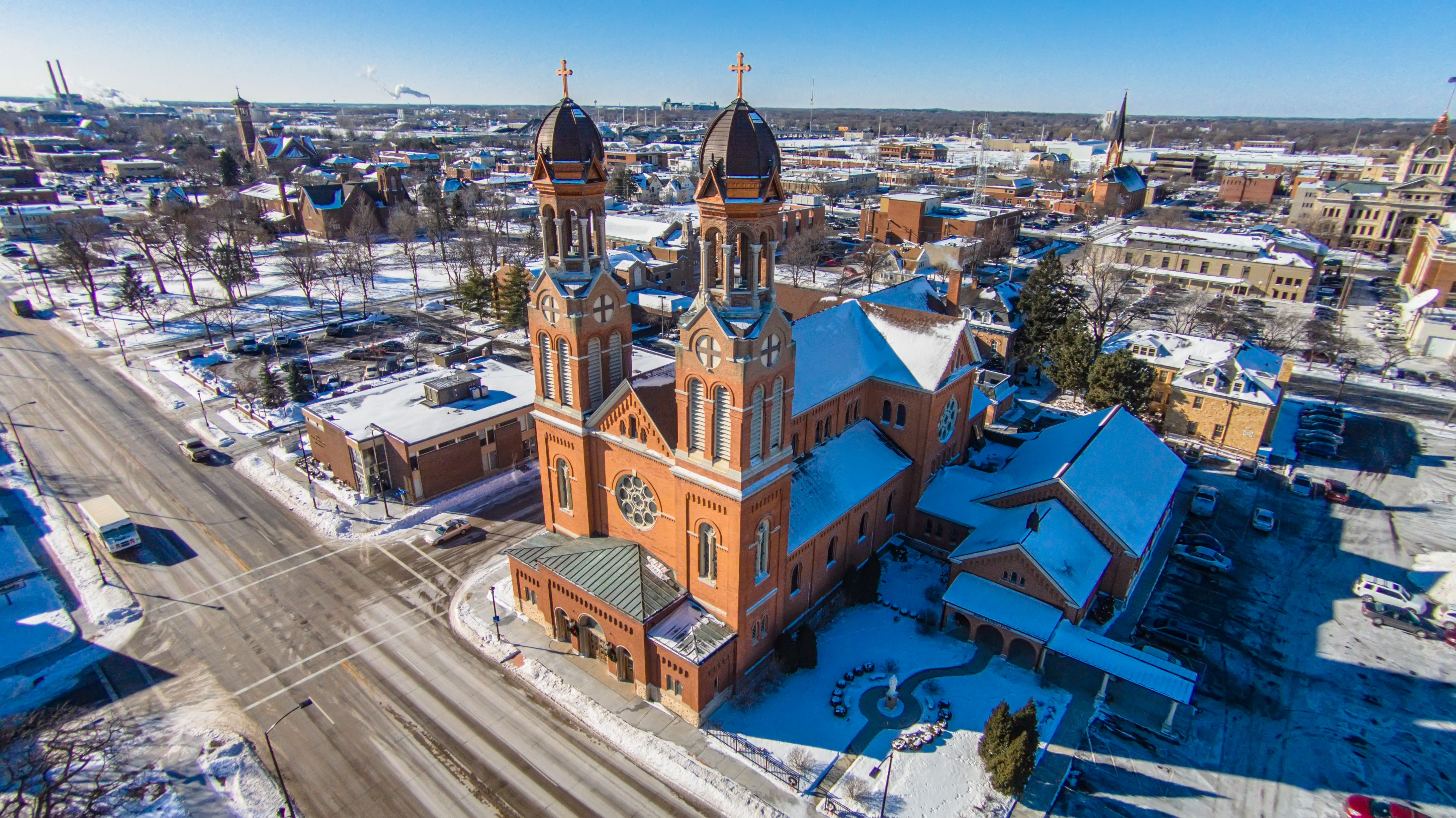
St.-Francis-Xavier-Kathedrale

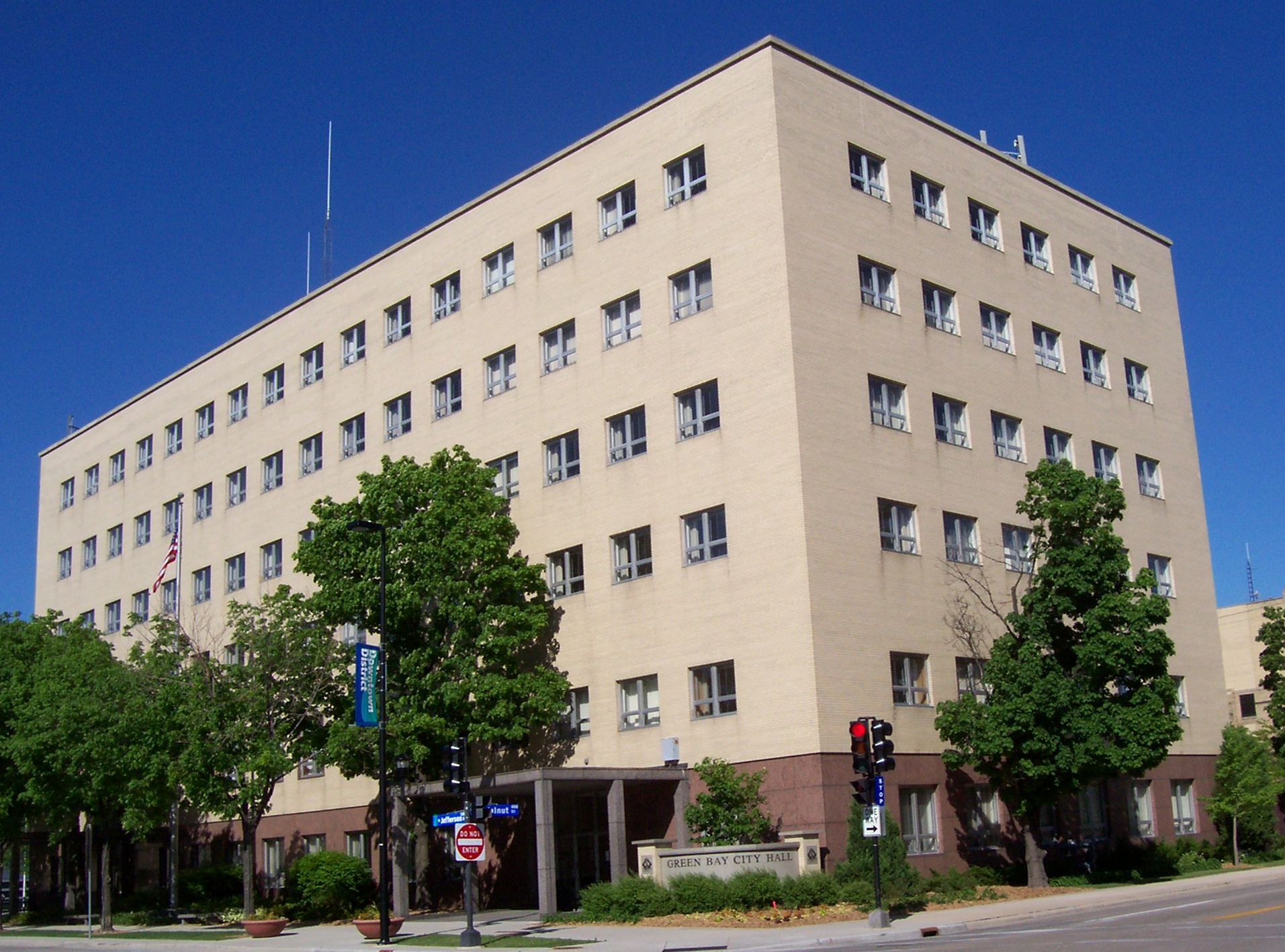
Das Rathaus von Green Bay

Green Bay ist eine Stadt (mit dem Status „City“) und Verwaltungssitz des Brown County im US-amerikanischen Bundesstaat Wisconsin. Im Jahr 2020 hatte Green Bay 107.395 Einwohner. Sie ist die Kernstadt der Metropolregion Green Bay Metropolitan Statistical Area und Sitz des römisch-katholischen Bistums Green Bay.

## Geografie
Green Bay liegt an der Spitze der gleichnamigen Bucht des Michigansees an der Mündung des Fox River. Das Stadtgebiet erstreckt sich über eine Fläche von 144,94 km², die sich auf 117,77 km² Land- und 27,17 km² Wasserfläche verteilen.
Benachbarte Orte von Green Bay sind Benderville (20 km nordöstlich), New Franken (an der östlichen Stadtgrenze), Bellevue und Allouez (an der südöstlichen Stadtgrenze), Ashwaubenon (an der südlichen Stadtgrenze), Hobart (an der südwestlichen Stadtgrenze), Pittsfield (21 km westnordwestlich), Howard (an der nordwestlichen Stadtgrenze) und Suamico (16 km nördlich).
Die nächstgelegenen größeren Städte sind Milwaukee 189 km südlich, Chicago 334 km südlich, Wisconsins Hauptstadt Madison 219 km südwestlich, Eau Claire 308 km westlich, die Twin Cities Minneapolis-Saint Paul in Minnesota 448 km westlich und Duluth am Oberen See in Minnesota 524 km nordwestlich.

## Verkehr
Green Bay verfügt über einen Hafen am Michigansee, der auch für große Schiffe (sogenannte Große-Seen-Schiffe sowie Seawaymax-Schiffe) erreichbar ist. Der Fox River ist zudem für die Binnenschifffahrt ausgebaut.
Die Interstate 43 erreicht in Green Bay ihren nördlichen Endpunkt. Der US Highway 41 führt als westliche Umgehungsstraße um das Stadtzentrum von Green Bay. Der US Highway 141 führt durch das Zentrum der Stadt. Daneben treffen im Stadtgebiet von Green Bay die Wisconsin State Highways 29, 32, 54, 57 und 172 zusammen. Alle weiteren Straßen sind untergeordnete Landstraßen, teils unbefestigte Fahrwege sowie innerstädtische Verbindungsstraßen.
Green Bay ist ein Eisenbahnknotenpunkt der heute zur Canadian National Railway gehörenden Wisconsin Central.
Am westlichen Stadtrand befindet sich mit dem Austin Straubel International Airport der nach dem Passagieraufkommen viertgrößte Verkehrsflughafen Wisconsins. Die nächsten Großflughäfen sind der Milwaukee Mitchell International Airport in Milwaukee 200 km südlich, der O’Hare International Airport in Chicago 314 km südlich und der Minneapolis-Saint Paul International Airport 450 km westlich.

## Bevölkerung
Nach der Volkszählung im Jahr 2020 lebten in Green Bay 107.395 Menschen in 42.430 Haushalten. Die Bevölkerungsdichte betrug 912 Einwohner pro Quadratkilometer. In den 42.430 Haushalten lebten statistisch je 2,39 Personen.
Ethnisch betrachtet setzte sich die Bevölkerung zusammen aus 76,7 Prozent Weißen, 4,2 Prozent Afroamerikanern, 3,5 Prozent amerikanischen Ureinwohnern sowie 4,2 Prozent Asiaten. 5,4 Prozent stammten von zwei oder mehr Ethnien ab. Unabhängig von der ethnischen Zugehörigkeit waren 15,8 Prozent der Bevölkerung spanischer oder lateinamerikanischer Abstammung.
24,8 Prozent der Bevölkerung waren unter 18 Jahren alt, 62,4 Prozent waren zwischen 18 und 64 und 12,8 Prozent waren 65 Jahre oder älter. 50,4 Prozent der Bevölkerung war weiblich.
Das mittlere jährliche Einkommen eines Haushalts lag bei 49.251 US-Dollar. Das Pro-Kopf-Einkommen betrug 26.618 Dollar. 14,9 Prozent der Einwohner lebten unterhalb der Armutsgrenze.

## Sehenswürdigkeiten
- Cofrin Memorial Arboretum
- National Railroad Museum
- Neville Public Museum
- University of Wisconsin–Green Bay
- römisch-katholische St.-Francis-Xavier-Kathedrale von 1880
- Lambeau Field, Packers Hall of Fame

## Sport
National und international bekannt wurde die Stadt durch ihr Football-Team, die Green Bay Packers. Damit ist Green Bay nach Foxborough, Massachusetts mit den New England Patriots, die zweitkleinste amerikanische Stadt mit einem NFL-Team. Das Stadion der Packers ist das nach dem ersten Head Coach Curly Lambeau benannte Lambeau Field.

## Religion
In Champion (eine Unincorporated Community ca. 30 Kilometer nordöstlich von Green Bay) befindet sich der erste und einzige von der katholischen Kirche anerkannte Marienerscheinungsort in den USA, das Nationalheiligtum Unserer Lieben Frau von Champion.

## Söhne und Töchter der Stadt
- Ken Anderson (* 1976), professioneller Wrestler
- Mason Appleton (* 1996), Eishockeyspieler
- Donald Barcome, Jr. (* 1958), Curler
- Jay DeMerit (* 1979), Fußballspieler
- Frank Joseph Dewane (* 1950), Bischof von Venice
- Arnie Herber (1910–1969), American-Football-Spieler
- Alec Ingold (* 1996), American-Football-Spieler
- Jim Knipfel (* 1965), Schriftsteller
- Donald A. Kuske (1922–1944), Jagdflieger im Zweiten Weltkrieg, tödlich verunglückt in Deutschland
- Curly Lambeau (1898–1965), American-Football-Spieler und -Trainer, Mitgründer der Green Bay Packers
- Kevin MacLeod (* 1972), Musikproduzent
- Terrie Miller (* 1978), norwegische Schwimmerin
- Joseph Perrault (1924–2010), Skispringer
- Greg Poss (* 1965), Eishockeytrainer
- Steve Preisler, Chemiker und Autor
- Chuck Sample (1920–2001), American-Football-Spieler
- Tony Shalhoub (* 1953), Schauspieler
- Mona Simpson (* 1957), Schriftstellerin
- Zack Snyder (* 1966), Regisseur und Schauspieler
- Charlie Whitehurst (* 1982), American-Football-Spieler

## Klimatabelle
|                       | Jan   | Feb   | Mär  | Apr  | Mai  | Jun  | Jul  | Aug  | Sep  | Okt  | Nov  | Dez   |   |       |
| Mittl. Tagesmax. (°C) | −5,1  | −2,7  | 3,6  | 12,2 | 19,6 | 24,2 | 26,9 | 25,3 | 20,6 | 14,1 | 5,6  | −2,4  | ⌀ | 11,9  |
| Mittl. Tagesmin. (°C) | −14,6 | −12,5 | −5,9 | 1,1  | 6,5  | 11,9 | 14,9 | 13,8 | 9,3  | 3,6  | −2,9 | −10,8 | ⌀ | 1,3   |
|                       |       |       |      |      |      |      |      |      |      |      |      |       |   |       |
| Niederschlag (mm)     | 29,2  | 26,2  | 52,1 | 61,0 | 71,6 | 86,1 | 78,7 | 88,9 | 88,1 | 56,6 | 54,9 | 38,9  | Σ | 732,3 |
|                       |       |       |      |      |      |      |      |      |      |      |      |       |   |       |
| Regentage (d)         | 6,5   | 5,3   | 7,5  | 8,5  | 8,3  | 8,1  | 7,3  | 8,0  | 8,1  | 7,3  | 7,3  | 6,8   | Σ | 89    |

| −14,6 |

| −12,5 |

| −5,9 |

| 1,1 |

| 6,5 |

| 11,9 |

| 14,9 |

| 13,8 |

| 9,3 |

| 3,6 |

| −2,9 |

| −10,8 |

| −14,6 |

| −12,5 |

| −5,9 |

| 1,1 |

| 6,5 |

| 11,9 |

| 14,9 |

| 13,8 |

| 9,3 |

| 3,6 |

| −2,9 |

| −10,8 |